# 敷地藤安
敷地 藤安（しきち ふじやす）は、室町時代後期から戦国時代にかけての武将。土佐一条氏の家臣。

## 略歴
文明元年（1469年）、誕生。一条房家に仕えた老臣で、土佐一条家の確立に功績があったという。
房家の信任も厚く、その嫡男・房冬の守役を任されている。房家の没後は房冬に仕えて、当初は自分の娘を側室に迎えるなど重用されたが、天文9年（1540年）、その権勢を妬んだ重臣による讒言を信じた房冬によって自害を命じられた。
房冬は藤安の死後にその無罪を知り、激しく後悔したという。これが原因かどうかは不明だが、房冬も翌年に病死している。